# Оноре V
Оноре V (фр. Honoré V; 13 травня 1778 — 2 жовтня 1841) — князь Монако і герцог Валентінуа з 1819 по 1841 з династії Грімальді.
Син князя Оноре IV (1758—1819) і його дружини Луїзи д'Омон, герцогині де Мазаріні (1759—1826). При народженні отримав ім'я Оноре Габріель.
У 1798—1815 служив у французькій армії (офіцер кавалерії).
У 1815—1819 правив Монако від імені батька, з 1819 — як князь. Пер Франції (1815).
Оноре V не був одружений, і після його смерті князівство Монако успадкував молодший брат — Флорестан І.
У князя Оноре V був позашлюбний узаконений син Оскар Грімальді, маркіз де Бо (1814—1894).

## Герб
Червоні ромби на білому тлі. Девіз роду Гарімальді: «Deo Juvante» (лат. З Божою поміччю).